# Хоким
Хоким (узб. hokim / ҳоким от араб. حاكم‎ — «правитель, судья») — глава местной администрации, мэр (в городе и районе), губернатор (в области) в Узбекистане.

## Функции хокима
Представительными органами власти в областях, районах и городах (кроме городов районного подчинения, а также районов, входящих в состав города) являются Советы народных депутатов, возглавляемые хокимами, которые, исходя из интересов государства и граждан, решают вопросы, отнесенные к их компетенции.
К ведению местных органов власти относятся:
- обеспечение законности, правопорядка и безопасности граждан;
- вопросы экономического, социального и культурного развития территорий;
- формирование и исполнение местного бюджета, установление местных налогов, сборов, формирование внебюджетных фондов;
- руководство местным коммунальным хозяйством;
- охрана окружающей среды;
- обеспечение регистрации актов гражданского состояния;
- принятие нормативных актов и иные полномочия, не противоречащие Конституции и законодательству Республики Узбекистан.

Хоким области, района, города содействуют развитию самоуправления на соответствующей территории, направляют деятельность органов самоуправления.
Хоким области, района, города вправе вступать в договорные отношения с органами государственной власти и управления Республики Каракалпакстан, других областей, городов, районов Республики Узбекистан в пределах предоставленной компетенции для проведения мероприятий, предоставляющих общий интерес, создания совместных предприятий, хозяйственных организаций, координации деятельности в различных отраслях и сферах управления.
Хоким области, района, города принимает решения и издает распоряжения.
Хоким области, района, города является высшим должностным лицом области, района, города и одновременно возглавляет представительную и исполнительную власть на соответствующей территории. Хоким области, Ташкента подотчётен президенту Республики Узбекистан и соответствующему Совету народных депутатов.
Хоким района, города подотчетен вышестоящему хокиму и соответствующему Совету народных депутатов.
Совет народных депутатов и хоким обеспечивают осуществление общих для области, района и города задач социально — экономического развития, исполнение на местах законов, иных решений Олий Мажлис, актов, принятых президентом и Кабинетом министров, решений вышестоящих Советов народных депутатов и хокимов, связь между органами государственной власти и управления Республики Узбекистан и органами самоуправления граждан, привлечение населения к управлению областью, районом, городом.

## Порядок избрания и назначения
Хоким области и города Ташкента назначается и освобождается от должности президентом Республики Узбекистан и утверждается соответствующим областным, Ташкентским городским Советом народных депутатов. Хоким района, города назначается и освобождается от должности хокимом области и утверждается соответствующим Советом народных депутатов. Хоким области, района, города назначается и утверждается из числа депутатов соответствующего Совета народных депутатов. Хоким района в городе, города районного подчинения назначается и освобождается от должности соответственно хокимом города, района и утверждается городским, районным Советом народных депутатов.
В городах, являющихся районными центрами, хоким области правомочен подчинить хокима города хокиму района и образовать единые органы управления с последующим утверждением принятого решения областным Советом народных депутатов. Срок полномочий Советов народных депутатов и хокимов — пять лет.